# 谢尔盖·钦佳斯金
谢尔盖·维克托罗维奇·钦佳斯金（羅馬化：Sergey Viktorovich Chindyaskin；1965年12月9日—）是俄罗斯政治人物，第六届和第七届国家杜马议员。
1990年，钦佳斯金毕业于莫斯科国立土木工程学院。1994年，他在俄罗斯联邦委员会担任助理。2011年，他担任第六届国家杜马议员。2016年，他连任第七届国家杜马议员。